# Powell Point
Powell Point är en udde i Antarktis. Den ligger i Östantarktis. Australien gör anspråk på området. Powell Point ligger vid sjön Larelar Lake.
Terrängen inåt land är platt. Havet är nära Powell Point åt nordväst. Trakten är glest befolkad. Närmaste befolkade plats är Davis Station, 8,3 kilometer sydväst om Powell Point. 